# Tellerhammer
Tellerhammer ist ein oberer Ortsteil von Biberau der Gemeinde Schleusegrund im Landkreis Hildburghausen in Thüringen.

## Lage
Im Tal entlang des Baches Biber befindet sich Tellerhammer. Der Ort ist über die Bibertalstraße (Kreisstraße 523) zu erreichen.

## Geschichte
1593 war die urkundliche Ersterwähnung dieser Ansiedlung, welche um einen Eisenhammer entstand. Der Ortsname bezieht sich auf die Stelle eines Hammerwerkes. Als „Teller“ wurden scheibenförmig produzierte Rohlinge bezeichnet, die als Bleche weiter ausgeschmiedet wurden.